# Speinsharter Forst
Speinsharter Forst är ett kommunfritt område i Landkreis Neustadt an der Waldnaab i Regierungsbezirk Oberpfalz i förbundslandet Bayern i Tyskland.